# Dambach
Pour les articles homonymes, voir Dambach (homonymie).
Dambach est une commune française située dans la circonscription administrative du Bas-Rhin et, depuis le 1er janvier 2021, dans le territoire de la Collectivité européenne d'Alsace, en région Grand Est.
Elle se trouve dans la région historique et culturelle d'Alsace.

## Géographie

### Localisation
Dambach est située dans le Nord de l'Alsace, à proximité immédiate de l'Allemagne et de la Lorraine.
La commune est limitrophe de Windstein, Lembach, Sturzelbronn, d'Obersteinbach et de Niederbronn-les-Bains.
Linguistiquement, la commune est coupée en deux, étant en zone francique rhénane à l'ouest et alémanique à l'est.

### Écarts et lieux-dits
La commune se compose des villages de Dambach et Neunhoffen, ainsi que des hameaux de Wineckerthal et du Neudoerfel.

### Géologie et relief
La commune se compose de 68,94 hectares de territoires artificialisés (2,26 %), 261,06 hectares de territoires agricoles (8,54 %) et 2 725,50 hectares de forêts et milieux semi-naturels (89,19 %).
Espaces naturels :
- 10 espaces protégés hors Natura 2000,
- 2 espace protégé Natura 2000 :

La Sauer et ses affluents,,
- 5 zones naturelles d'intérêt écologique, faunistique et floristique (Znieff).

Commune membre du parc naturel régional des Vosges du Nord, dans le fond de la vallée du Schwarzbach.
Le Parc, créé en 1975, a été classé Réserve mondiale de la biosphère en 1989.
- Hydrogéologie et climatologie : Système d’information pour la gestion de l’Aquifère rhénan :

Territoire communal : Occupation du sol (Corinne Land Cover); Cours d'eau (BD Carthage),
Géologie : Carte géologique; Coupes géologiques et techniques,
 Hydrogéologie : Masses d'eau souterraine; BD Lisa; Cartes piézométriques.

### Sismicité
Commune située dans une zone de sismicité modérée.

### Hydrographie et les eaux souterraines
Hydrogéologie et climatologie : Système d’information pour la gestion des eaux souterraines du bassin Rhin-Meuse :
Territoire communal : Occupation du sol (Corinne Land Cover); Cours d'eau (BD Carthage),
Géologie : Carte géologique; Coupes géologiques et techniques,
 Hydrogéologie : Masses d'eau souterraine; BD Lisa; Cartes piézométriques.

#### Réseau hydrographique
La commune est dans le bassin versant du Rhin au sein du bassin Rhin-Meuse. Elle est drainée par le ruisseau le Schwarzbach, le ruisseau le Soulzbach, le ruisseau de Étang De, le ruisseau de Wineckerthal et le ruisseau le Neudoerforbach,.
Le Schwarzbach, d'une longueur totale de 23,8 km, prend sa source dans la commune de Roppeviller et se jette  dans la Falkensteinerbach à Reichshoffen, en limite avec Kalhausen, après avoir traversé six communes.

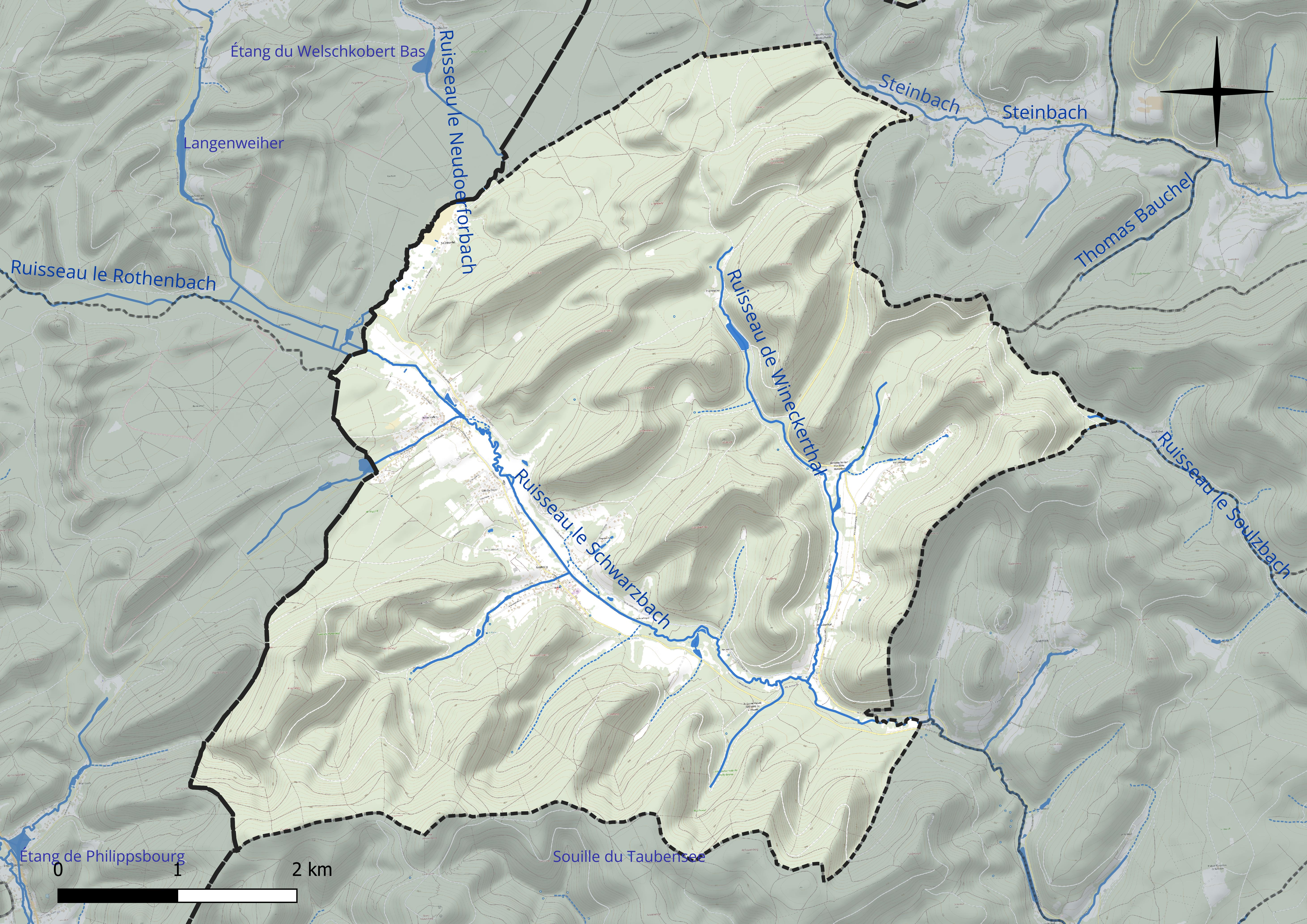
Réseau hydrographique de Dambach.

Le Soulzbach, d'une longueur de 10 km, prend sa source dans la commune de Schnersheim et se jette  dans la Sauer à Wœrth, après avoir traversé cinq communes.

#### Gestion et qualité des eaux
Le territoire communal est couvert par le schéma d'aménagement et de gestion des eaux (SAGE) « Moder ». Ce document de planification concerne le bassin versant de la Moder dont le territoire s'étend sur 1 720 km2. Le périmètre a été arrêté le 25 janvier 2006. La commission locale de l'eau a été créée le 12 juillet 2007, puis modifiée le 14 décembre 2021. La structure porteuse de l'élaboration et de la mise en œuvre est le Syndicat des eaux et de l’assainissement Alsace-Moselle (SDEA).
La qualité des cours d’eau peut être consultée sur un site dédié géré par les agences de l’eau et l’Agence française pour la biodiversité.

### Climat
Pour des articles plus généraux, voir Climat du Grand Est et Climat du Bas-Rhin.
En 2010, le climat de la commune est de type climat des marges montargnardes, selon une étude du Centre national de la recherche scientifique s'appuyant sur une série de données couvrant la période 1971-2000. En 2020, Météo-France publie une typologie des climats de la France métropolitaine dans laquelle la commune est exposée à un climat semi-continental et est dans la région climatique  Vosges, caractérisée par une pluviométrie très élevée (1 500 à 2 000 mm/an) en toutes saisons et un hiver rude (moins de 1 °C).
Pour la période 1971-2000, la température annuelle moyenne est de 10,1 °C, avec une amplitude thermique annuelle de 17,2 °C. Le cumul annuel moyen de précipitations est de 904 mm, avec 11,3 jours de précipitations en janvier et 10,7 jours en juillet. Pour la période 1991-2020, la température moyenne annuelle observée sur la station météorologique de Météo-France la plus proche, « Preuschdorf », sur la commune de Preuschdorf à 14 km à vol d'oiseau, est de 11,3 °C et le cumul annuel moyen de précipitations est de 834,2 mm. 
La température maximale relevée sur cette station est de 39,8 °C, atteinte le 4 juillet 2015 ; la température minimale est de −19,9 °C, atteinte le 8 janvier 1985,,.
Les paramètres climatiques de la commune ont été estimés pour le milieu du siècle (2041-2070) selon différents scénarios d'émission de gaz à effet de serre à partir des nouvelles projections climatiques de référence DRIAS-2020. Ils sont consultables sur un site dédié publié par Météo-France en novembre 2022.

### Voies de communications et transports

#### Voies routières
- D 653 vers Niederbronn-les-Bains[18],
- D 27 vers Haguenau,
- D 87 vers Philippsbourg,
- D 3 vers Niederstenbach.

#### Transports en commun
- Transports en Alsace.
- Fluo Grand Est.

#### Distance

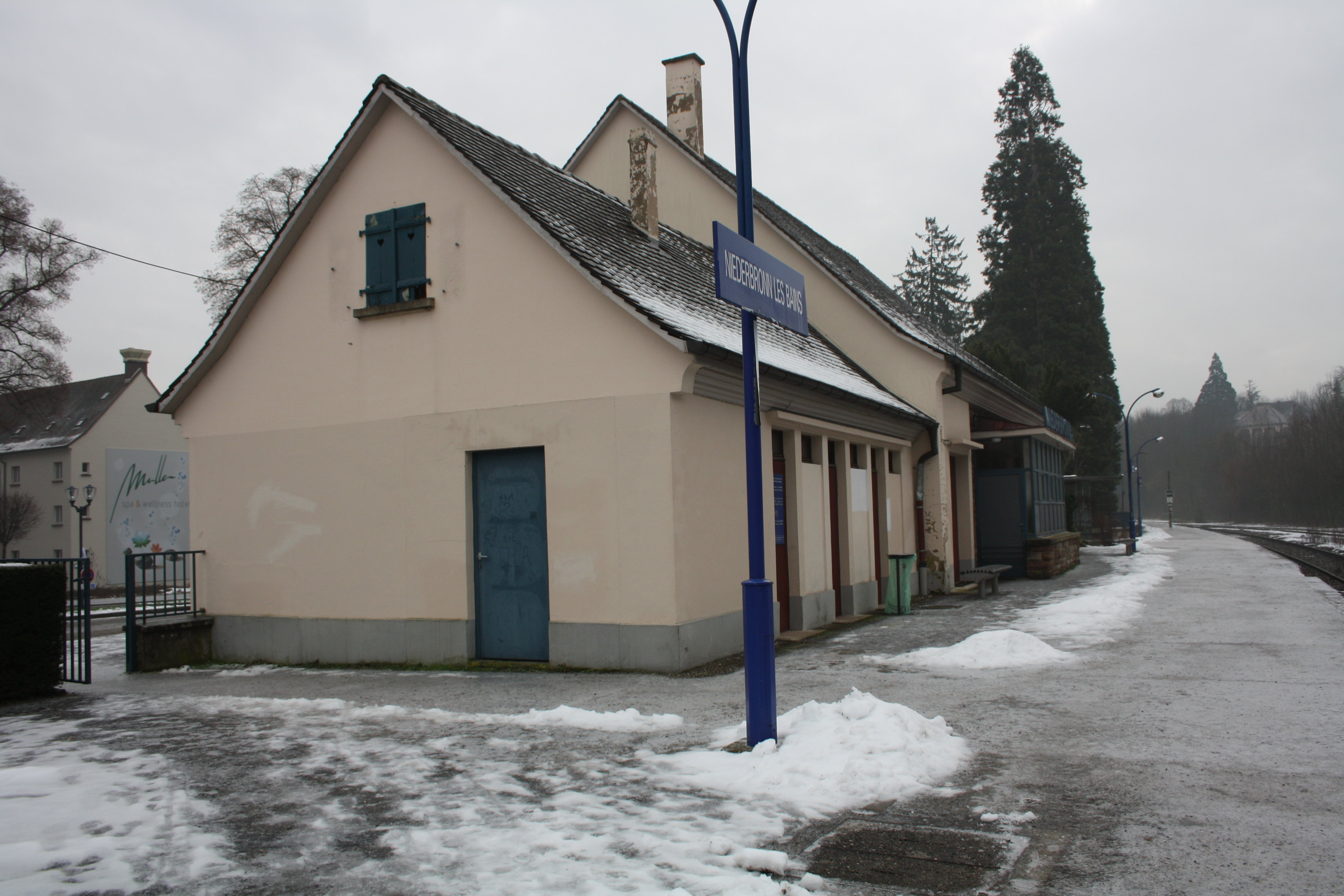
Gare de Niederbronn-les-Bains.

| Ville    | Haguenau | Strasbourg | Metz   | Stuttgart | Munich | Paris  | Lyon   | Marseille |
| -------- | -------- | ---------- | ------ | --------- | ------ | ------ | ------ | --------- |
| Distance | 30 km    | 66 km      | 134 km | 159 km    | 381 km | 460 km | 550 km | 861 km    |

Source : itinéraire le plus court

#### Lignes SNCF
- Gare de Niederbronn-les-Bains,
- Gare de Reichshoffen-Ville,
- Gare de Gundershoffen,
- Gare de Mertzwiller,
- Gare de Bitche.

### Intercommunalité
Commune membre de la communauté de communes du Pays de Niederbronn-les-Bains.

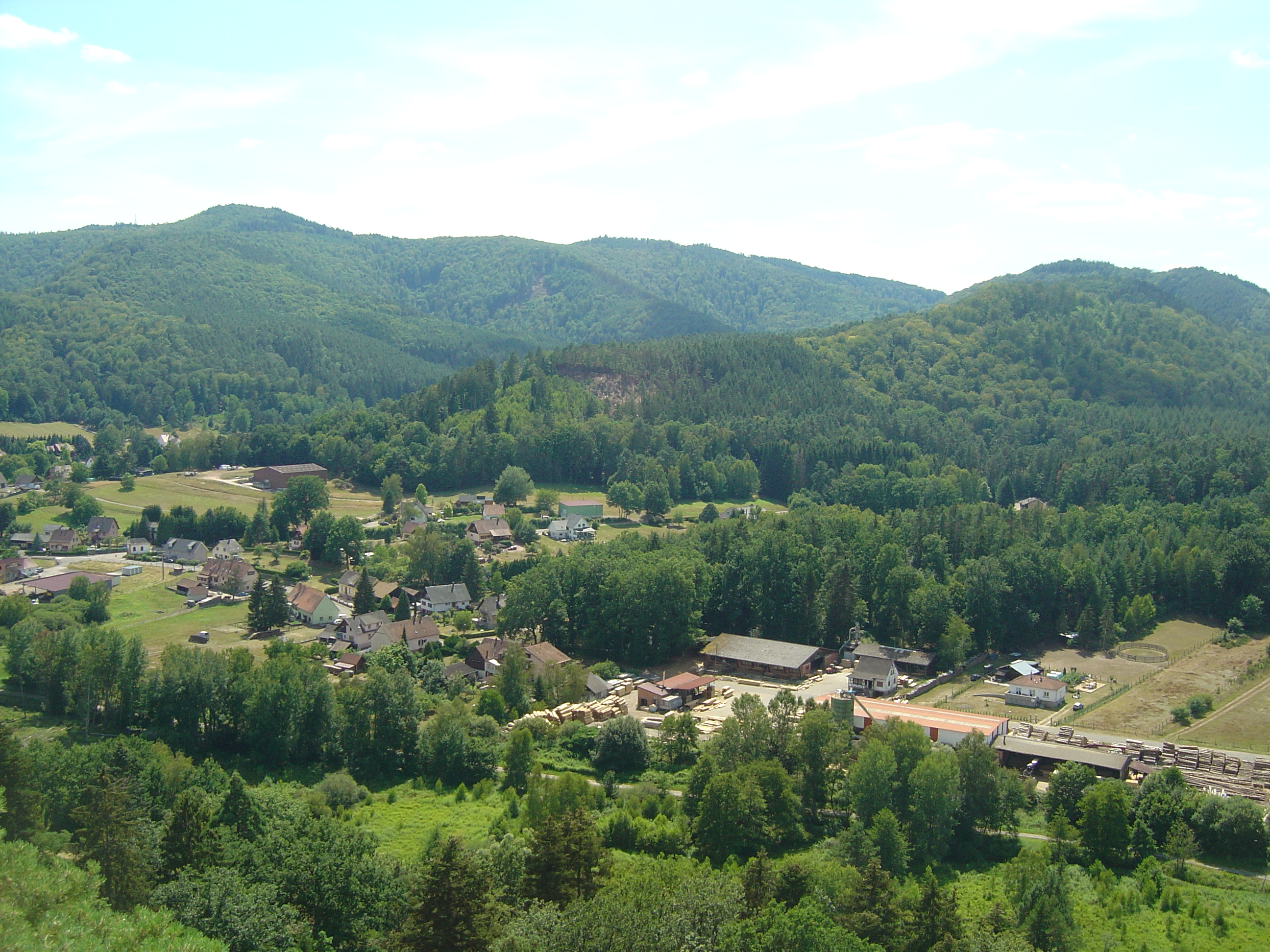
La scierie de Dambach.
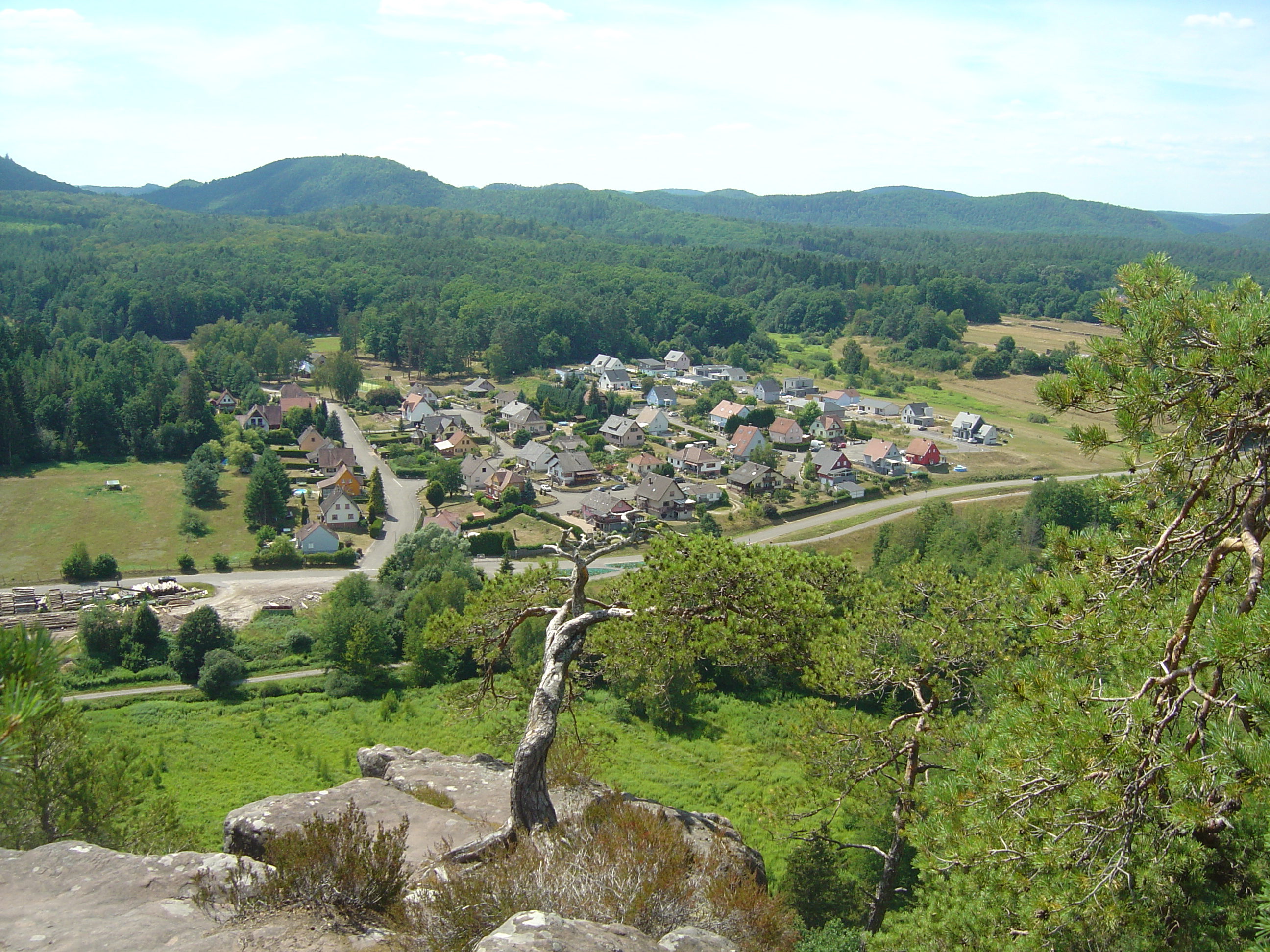
Lieu-dit de la « Cité du Stade » à Dambach.
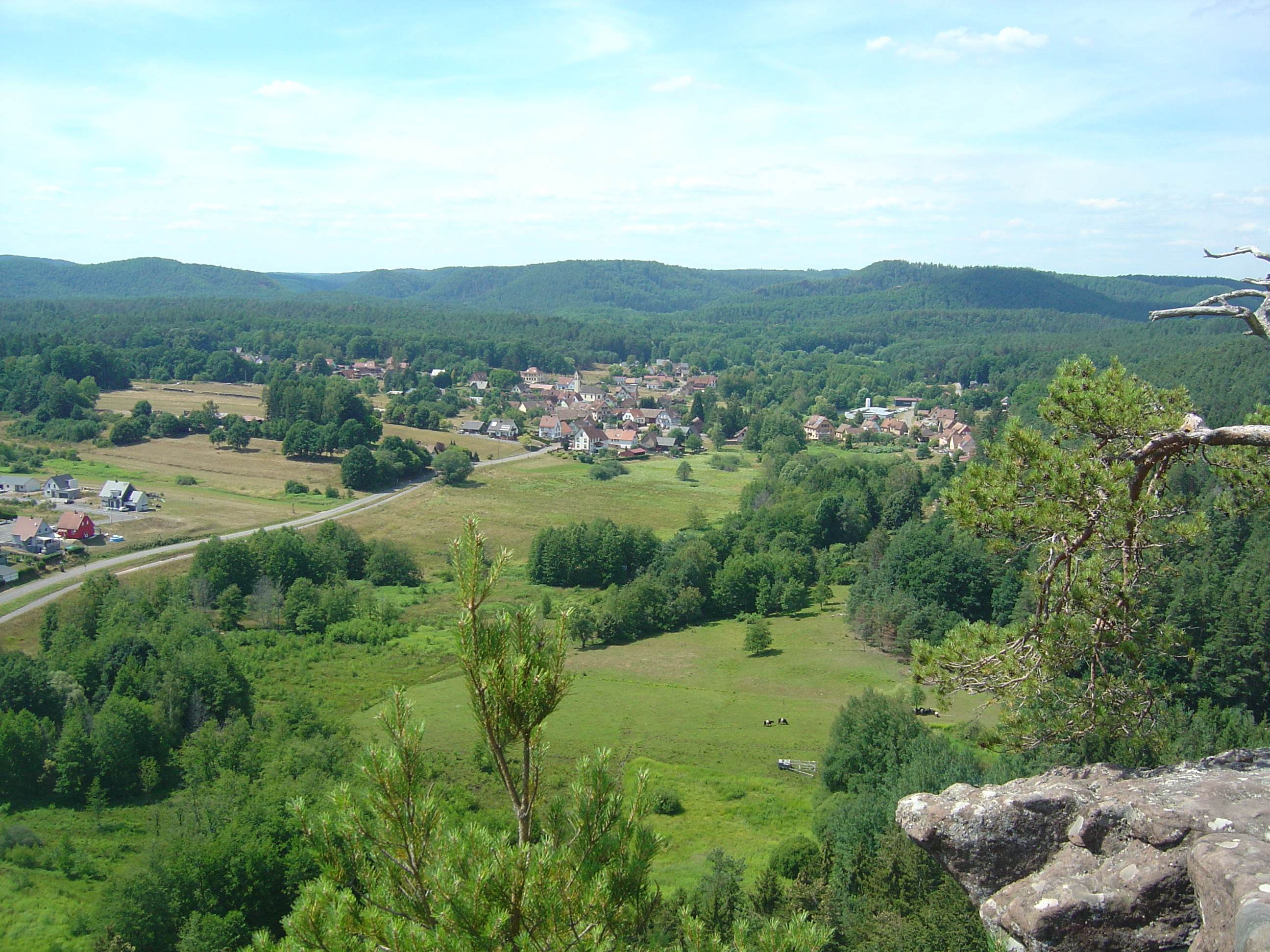
Vue générale de Neunhoffen.

## Urbanisme

### Typologie
Au 1er janvier 2024, Dambach est catégorisée commune rurale à habitat dispersé, selon la nouvelle grille communale de densité à sept niveaux définie par l'Insee en 2022.
Elle est située hors unité urbaine et hors attraction des villes,.

### Occupation des sols
L'occupation des sols de la commune, telle qu'elle ressort de la base de données européenne d’occupation biophysique des sols Corine Land Cover (CLC), est marquée par l'importance des forêts et milieux semi-naturels (89,2 % en 2018), une proportion sensiblement équivalente à celle de 1990 (89,5 %). La répartition détaillée en 2018 est la suivante :
forêts (89,2 %), prairies (5,3 %), zones agricoles hétérogènes (3,3 %), zones urbanisées (2,2 %). L'évolution de l’occupation des sols de la commune et de ses infrastructures peut être observée sur les différentes représentations cartographiques du territoire : la carte de Cassini (XVIIIe siècle), la carte d'état-major (1820-1866) et les cartes ou photos aériennes de l'IGN pour la période actuelle (1950 à aujourd'hui).

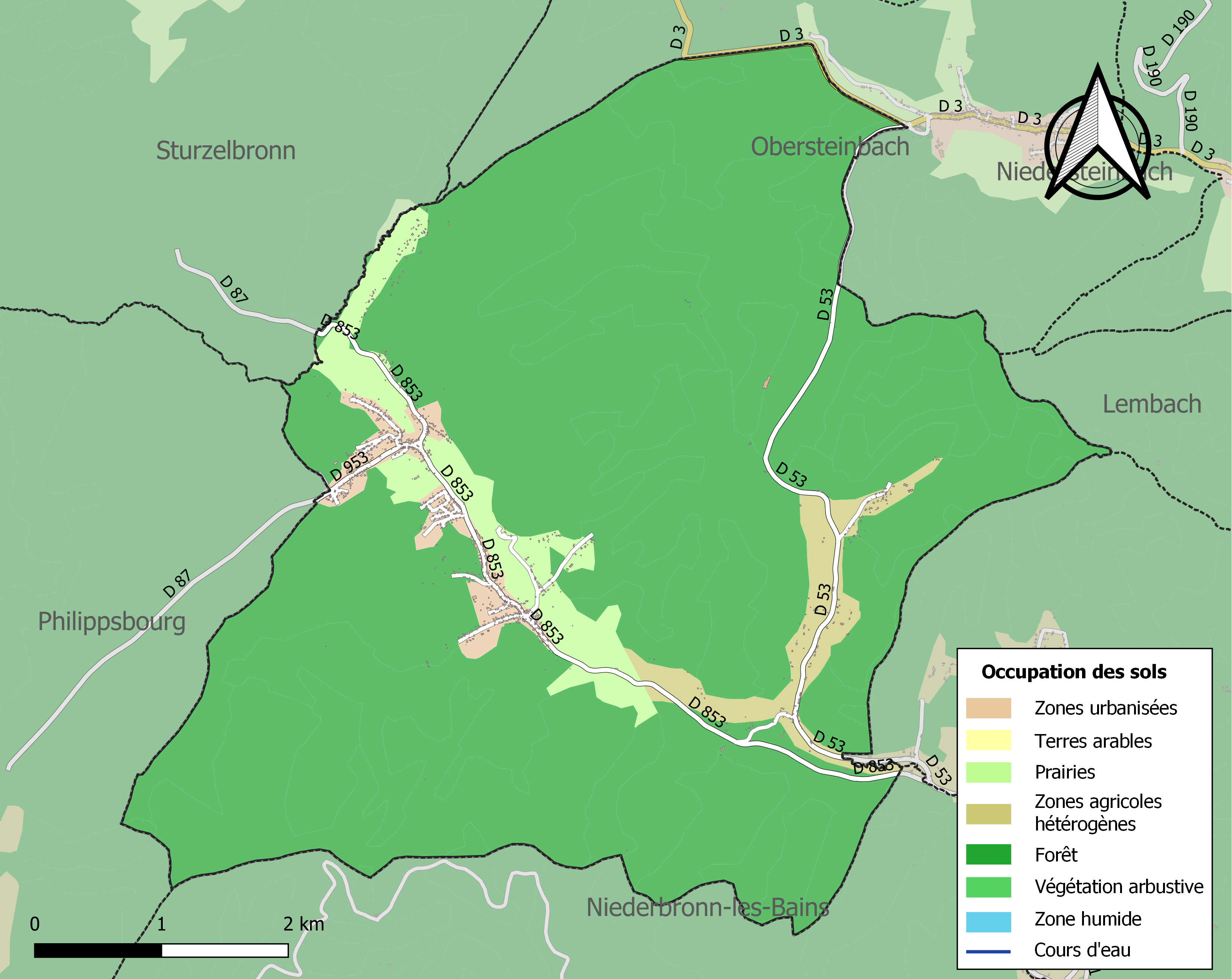
Carte des infrastructures et de l'occupation des sols de la commune en 2018 (CLC).

Commune couverte par le Plan d'occupation des sols (PLUi) du Pays de Niederbronn-les-Bains.

## Toponymie
Le village s'est dénommé successivement Tambaum, Tambach puis enfin Dambach ou Tambach. Le nom de la commune pourrait provenir de l'allemand Dambock signifiant Daim bien que la vallée ne soit pas habitée par cet animal. Il pourrait également dériver du haut-allemand Tamm signifiant la digue. Cette dernière semble plus probable puisque le village se situe dans une vallée inondable entourée de digues et de barrages. Le suffixe Bach (ruisseau) rappelle le cours d'eau du Schwarzbach parcourant la vallée.

## Histoire
En 1280, Dambach appartient aux seigneurs de Windstein puis, au XIVe siècle, à la seigneurie de Bitche. Celle-ci cède le village aux sires de Hohenfels avec le château du même nom.
Au XIVe siècle, le village tombe sous la domination des Ettendoff, seigneurs de Sturzelbronn.
Au XVe siècle, le village passe sous protection de l'évêché de Strasbourg, à la suite de l'extinction du seigneurat des Ettendoff.
Après la Révolution française, le village est rattaché au canton de Niederbronn-les-Bains en 1790. La région est un des sites antiques les plus anciens du canton. On a trouvé des blocs de rocher comportant des stries.
Dans les années 1930, la mise en place de la ligne Maginot, entraine l'aménagement de la rivière, le Swartzbach, des barrages permettent d'inonder la vallée en cas d'intrusion des troupes ennemies.

### Héraldique
| Blason de Dambach | Blason  | D'or à la fasce de gueules. |
| Blason de Dambach | Détails | Au XVe siècle, le village appartenait à la famille de Schœneck de laquelle sont issues les armes. À l'époque, les chevaliers des seigneurs portaient une écharpe de la même couleur que la fasce du blason (ici le rouge) autour de leur ceinture. Le jaune d'or symbolise la noblesse, l'intelligence, la vertu alors que le rouge de la fasce de gueules représente le désir de servir sa patrie. Les armes de Dambach ont une grande similitude avec celle de Falkenstein. |

## Politique et administration
Liste des maires
| Période                                  | Période                   | Identité                                   | Étiquette | Qualité                            |
| ---------------------------------------- | ------------------------- | ------------------------------------------ | --------- | ---------------------------------- |
| Les données manquantes sont à compléter. |                           |                                            |           |                                    |
| 2014                                     | En cours (au 31 mai 2020) | Joël Herzog Réélu pour le mandat 2020-2026 |           | Employé administratif d'entreprise |
| 2008                                     | 2014                      | Martial Neusch                             |           |                                    |
| 2001                                     | 2008                      | Simone Wambst                              |           |                                    |
| 1989                                     | 2001                      | Gilbert Wambst                             |           |                                    |
| 1965                                     | 1989                      | Camille Neusch                             |           |                                    |
| 1947                                     | 1965                      | Eugène Dirié                               |           |                                    |
| 1945                                     | 1947                      | Alfred Krieg                               |           |                                    |
| 1925                                     | 1945                      | Aloyse Neusch                              |           |                                    |
| 1922                                     | 1925                      | Léonard Krieg                              |           |                                    |
| 1914                                     | 1922                      | Aloyse Neusch                              |           |                                    |
| 1908                                     | 1914                      | Georges Kaufmann                           |           |                                    |

### Budget et fiscalité 2023

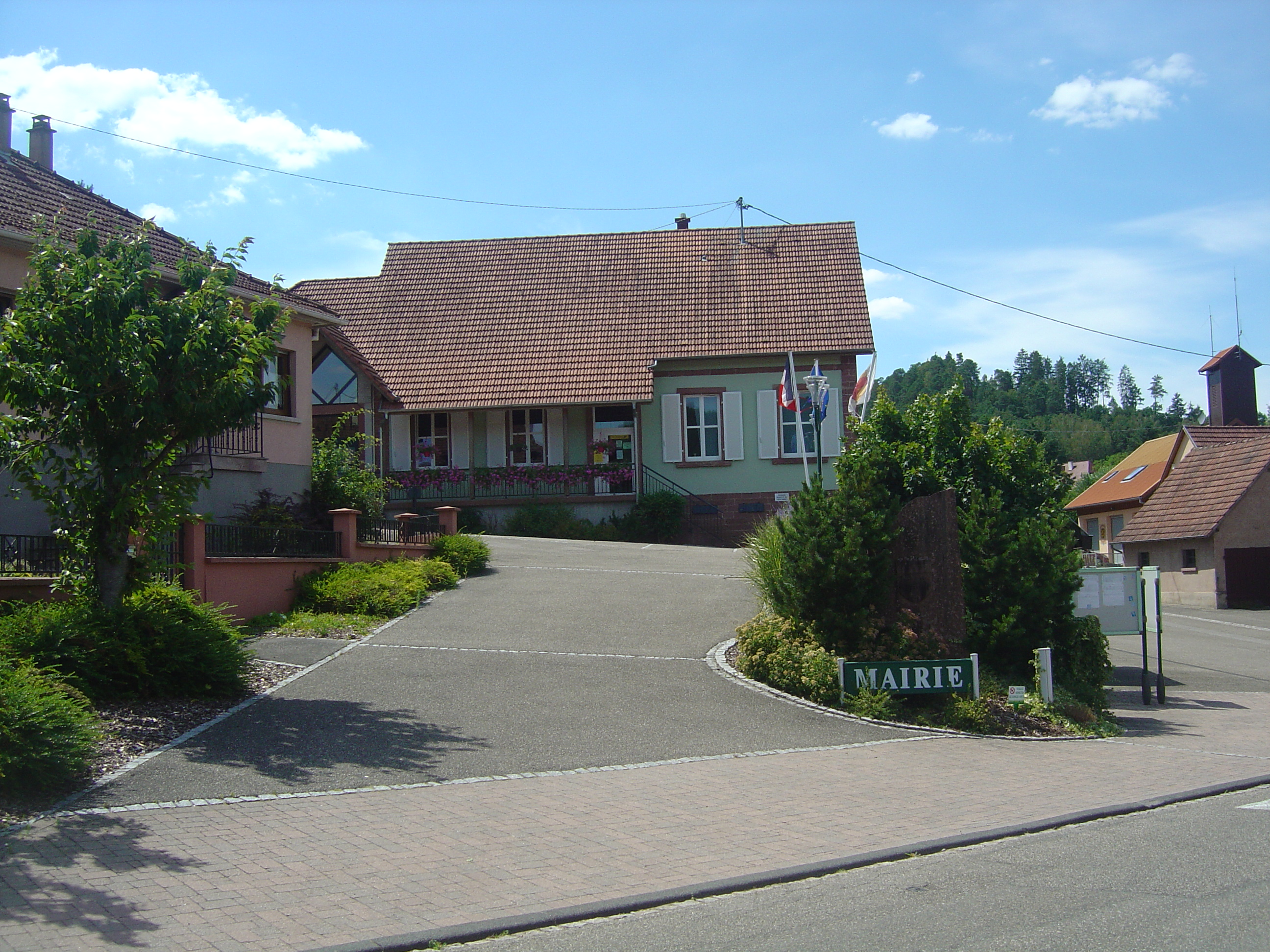
Mairie.

En 2023, le budget de la commune était constitué ainsi :
- total des produits de fonctionnement : 652 000 €, soit 841 € par habitant ;
- total des charges de fonctionnement : 487 000 €, soit 629 € par habitant ;
- total des ressources d'investissement : 134 000 €, soit 173 € par habitant ;
- total des emplois d'investissement : 147 000 €, soit 189 € par habitant ;
- endettement : 29 000 €, soit 37 € par habitant.

Avec les taux de fiscalité suivants :
- taxe d'habitation : 11,70 % ;
- taxe foncière sur les propriétés bâties : 25,22 % ;
- taxe foncière sur les propriétés non bâties : 102,05 % ;
- taxe additionnelle à la taxe foncière sur les propriétés non bâties : 0,00 % ;
- cotisation foncière des entreprises : 0,00 %.

Chiffres clés Revenus et pauvreté des ménages en 2020 : médiane en 2020 du revenu disponible, par unité de consommation : 23 650 €.

## Économie

### Entreprises et commerces

#### Agriculture et forêt
- Élevage de Black Belted Galloways[32].
- Culture et production animale.
- Sylviculture et exploitation forestière.

#### Tourisme
- Gîtes ruraux.
- Restaurant du Hohenfels[33].
- Hôtel Le Vignoble[34].
- Le Gourmet d'Alsace[35].
- Aire naturelle de camping[36].

#### Commerces et services
- Commerces de proximité à Gundershoffen, Niederbronn-les-Bains, Reichshoffen.
- Agence postale communale.

## Population et société

### Démographie

#### Évolution démographique
L'évolution du nombre d'habitants est connue à travers les recensements de la population effectués dans la commune depuis 1793. Pour les communes de moins de 10 000 habitants, une enquête de recensement portant sur toute la population est réalisée tous les cinq ans, les populations de référence des années intermédiaires étant quant à elles estimées par interpolation ou extrapolation. Pour la commune, le premier recensement exhaustif entrant dans le cadre du nouveau dispositif a été réalisé en 2005.

En 2022, la commune comptait 755 habitants, en évolution de +1,89 % par rapport à 2016 (Bas-Rhin : +3,17 %, France hors Mayotte : +2,11 %).
| 1793 | 1800 | 1806 | 1821 | 1831 | 1836 | 1841 | 1846 | 1851 |
| ---- | ---- | ---- | ---- | ---- | ---- | ---- | ---- | ---- |
| 616  | 558  | 638  | 791  | 871  | 978  | 896  | 989  | 911  |

| 1856 | 1861 | 1866 | 1871 | 1875 | 1880 | 1885 | 1890 | 1895 |
| ---- | ---- | ---- | ---- | ---- | ---- | ---- | ---- | ---- |
| 846  | 905  | 937  | 992  | 868  | 916  | 933  | 855  | 801  |

| 1900 | 1905 | 1910 | 1921 | 1926 | 1931 | 1936 | 1946 | 1954 |
| ---- | ---- | ---- | ---- | ---- | ---- | ---- | ---- | ---- |
| 757  | 744  | 730  | 720  | 706  | 681  | 775  | 562  | 578  |

| 1962 | 1968 | 1975 | 1982 | 1990 | 1999 | 2005 | 2006 | 2010 |
| ---- | ---- | ---- | ---- | ---- | ---- | ---- | ---- | ---- |
| 574  | 633  | 679  | 652  | 702  | 729  | 756  | 755  | 796  |

| 2015 | 2020 | 2022 | - | - | - | - | - | - |
| ---- | ---- | ---- | - | - | - | - | - | - |
| 753  | 763  | 755  | - | - | - | - | - | - |

### Enseignement
Établissements d'enseignements :
- École maternelle et primaire,

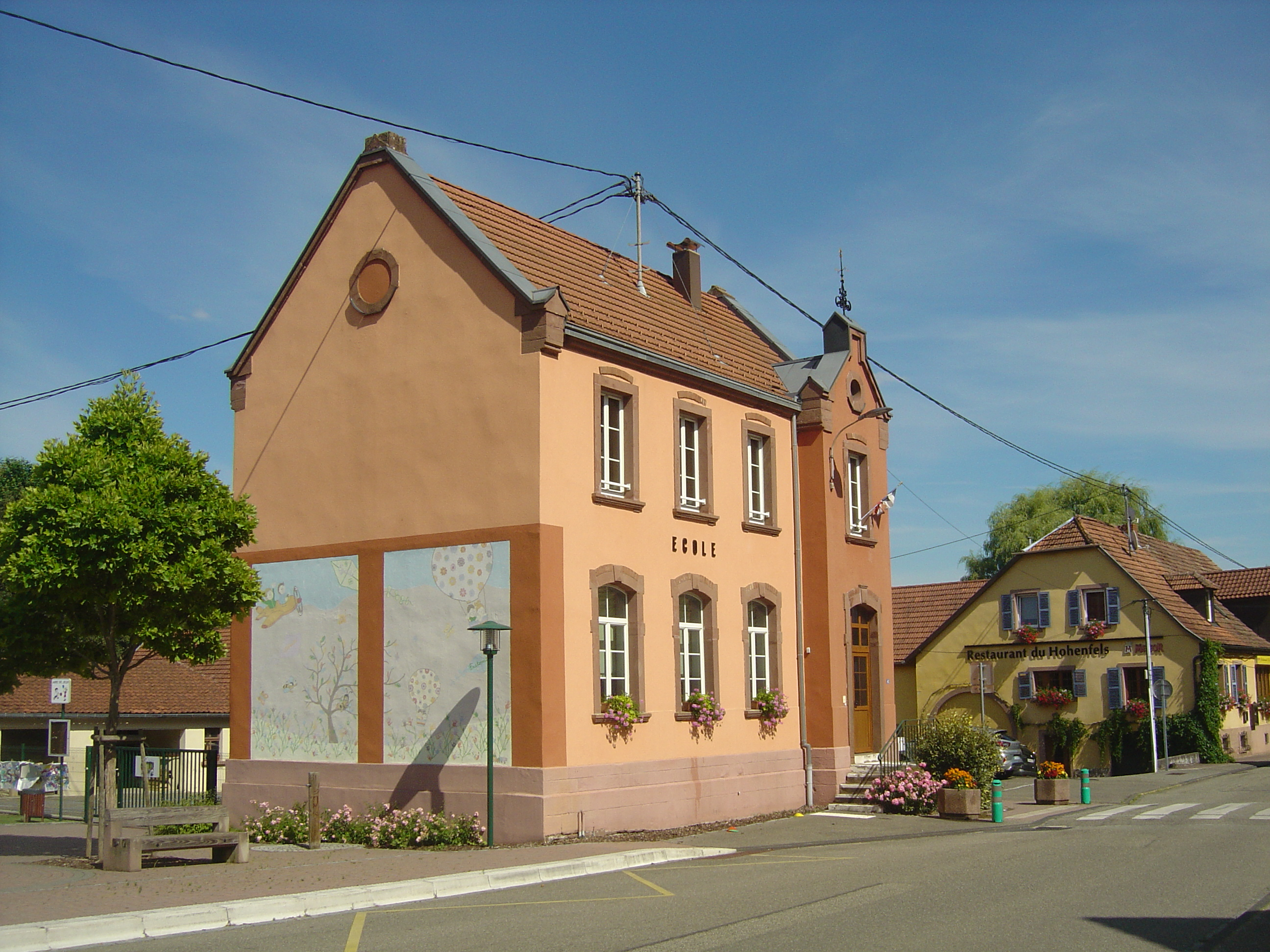
École et restaurant du Hohenfels.

- Collèges à Niederbronn-les-Bains, Reichshoffen, Wœrth,
- Lycées à Éguelshardt, Bitche.

### Santé
Professionnels et établissements de santé :
- Médecins à Niederbronn-les-Bains, Reichshoffen,
- Pharmacies à Niederbronn-les-Bains, Oberbronn, Reichshoffen,
- Hôpitaux à Niederbronn-les-Bains, Goersdorf, Bitche.

### Cultes
- Culte catholique, paroisses de Reichshoffen, Niederbronn, Dambach-Neunhoffen, Nehwiller, Jaegerthal, Windstein[43], diocèse de Strasbourg.

En 1807, les différentes confessions religieuses étaient réparties de la façon suivante :
- catholique : 88 % ;
- luthérienne : 12 % ;
- calviniste : moins de 1 % ;
- anabaptiste : 1 %.

## Lieux et monuments
Patrimoine religieux :
- L'église Saint-Maurice[44],[45],[46],

orgue (grand orgue), abandonné et remplacé par un orgue électronique.
Presbytère.
- L'église Saint-Jean-Baptiste de Neunhoffen[49],[50].
- Chapelles :
  - Ancienne chapelle de Neudoerfel[51].
  - Chapelle de la Vierge[52].
  - Chapelle Notre-Dame-des-Champs[53],[54],[55].
- Monument aux morts[56] : conflits commémorés : guerres 1914-1918 - 1939-1945 - AFN-Algérie (1954-1962).
- Croix :
  - Croix monumentale[57].
  - croix de cimetière : Christ en croix[58].
  - Croix de chemin : Christ en croix et sainte Madeleine[59].
  - Croix de chemin : Christ en croix, croix j[60].

Autres patrimoines :
- Mairie[61].
- Le château de Schœneck.
- Le château de Hohenfels.
- Le château de Wineck.
- Le château de Wittschloessel.
- La casemate de Dambach-Nord, partie intégrante du dispositif de la ligne Maginot[62]. La casemate de Neunhoffen-Dambach est située sur la route départementale 853 entre ces deux villages. Elle fut occupée par les militaires du 154e Régiment d'infanterie de forteresse, (ex 37e régiment d'infanterie).

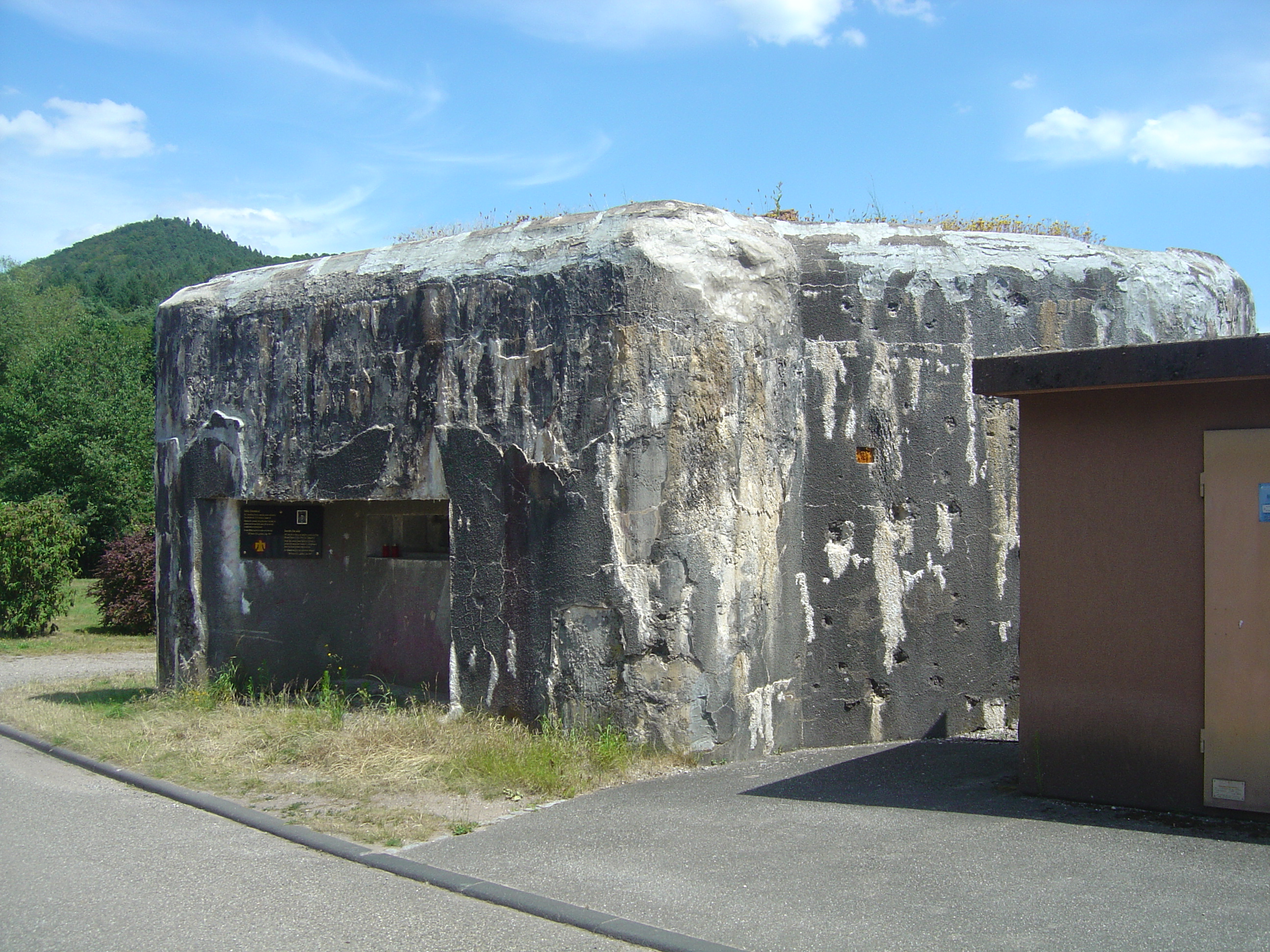
Une casemate de la ligne Maginot.
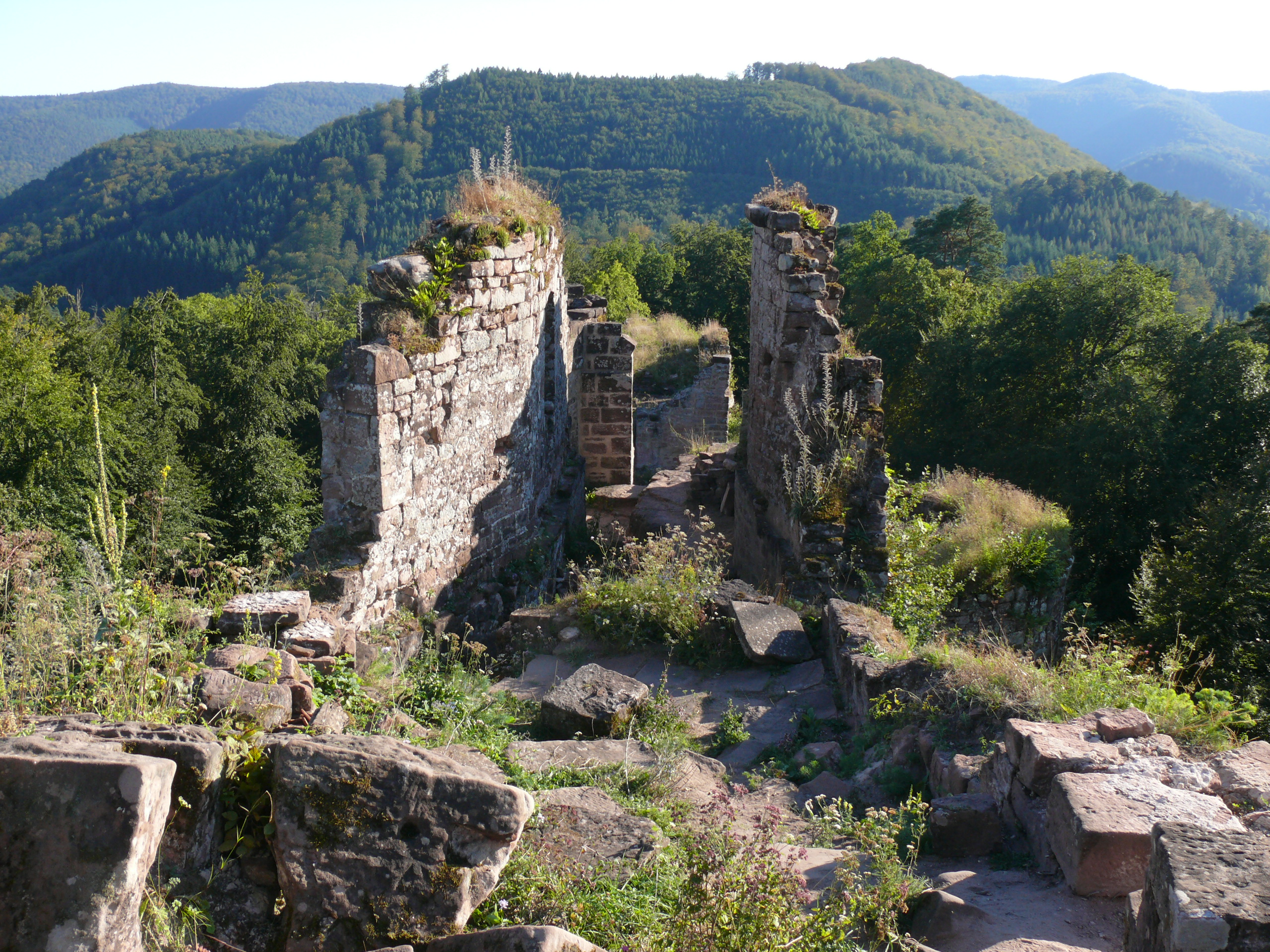
Château de Schoeneck.
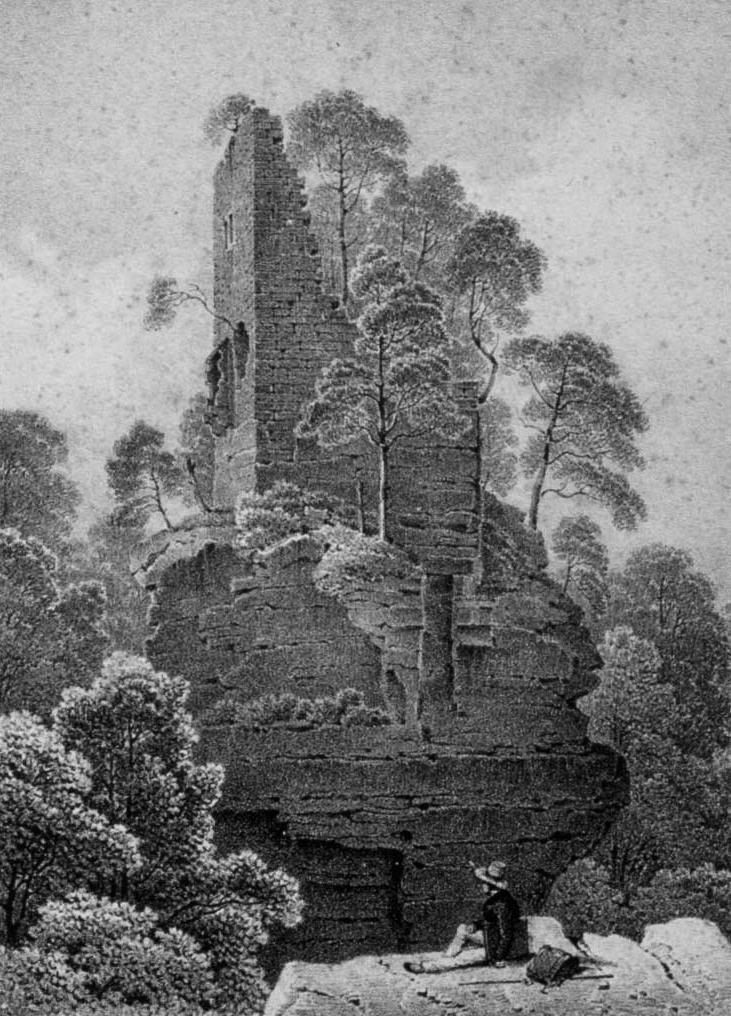
Château de Hohenfels.
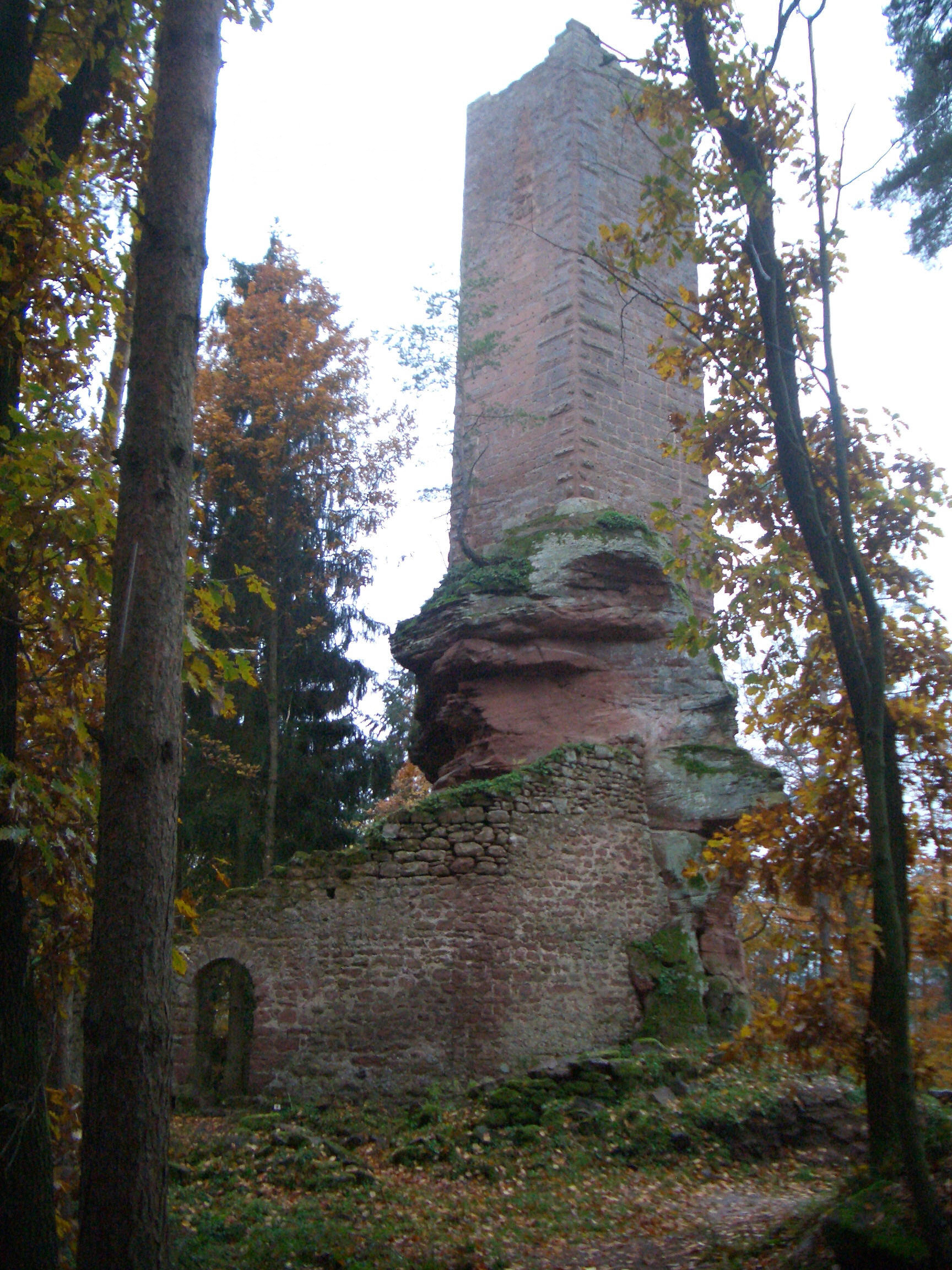
Château de Wineck.
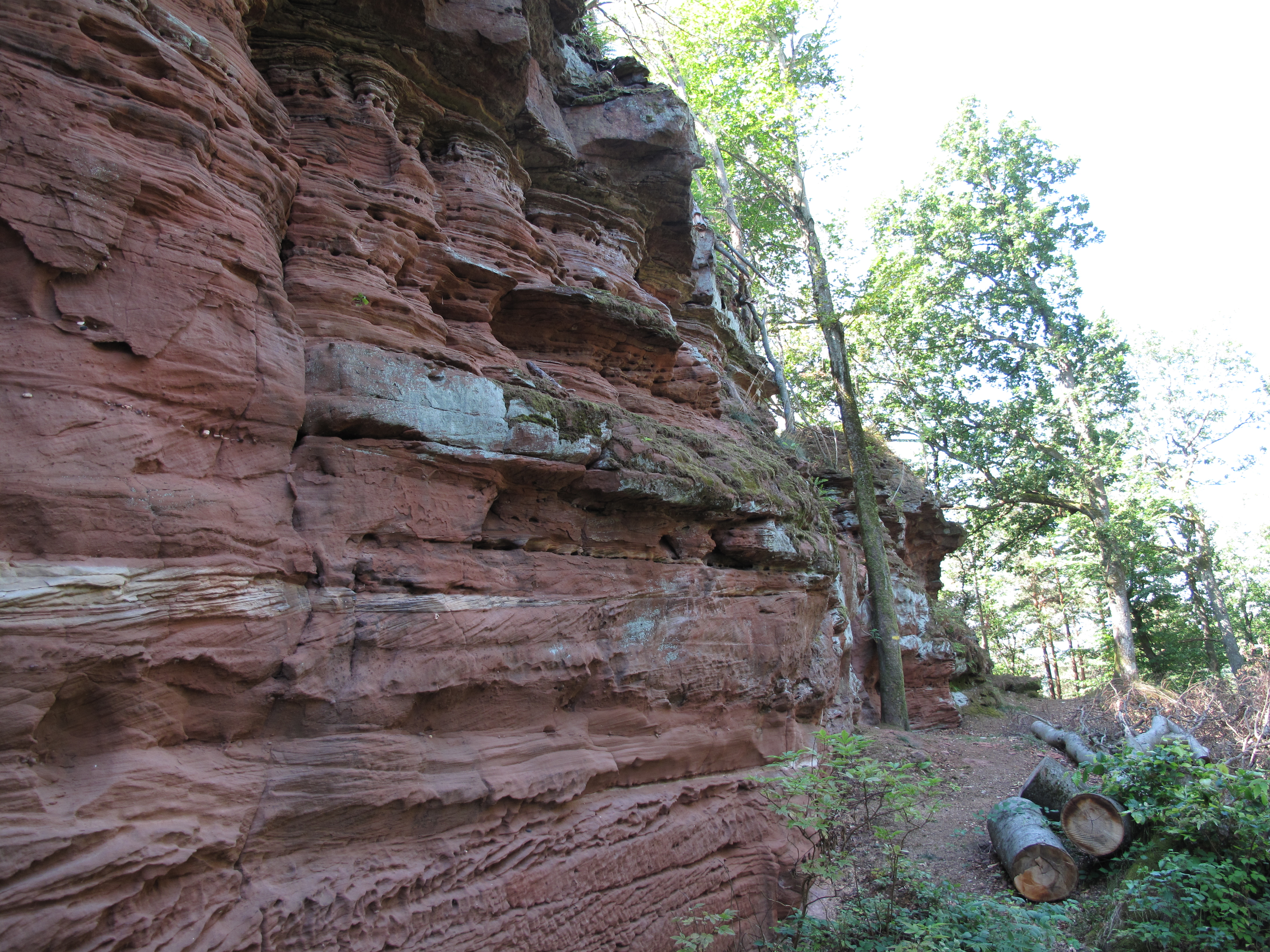
Château de Wittschlœssel.

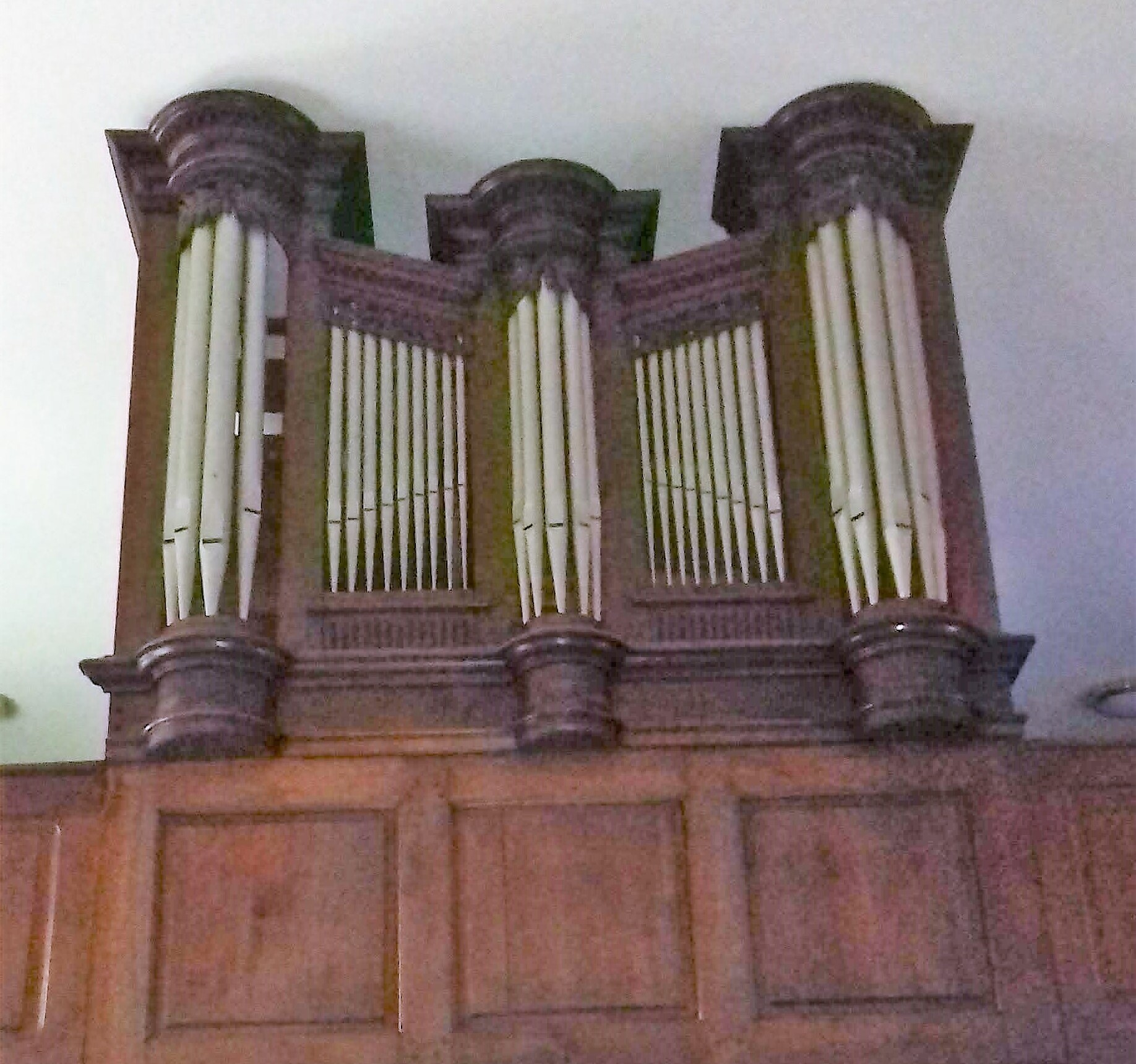
Orgue de l'église Saint-Maurice.
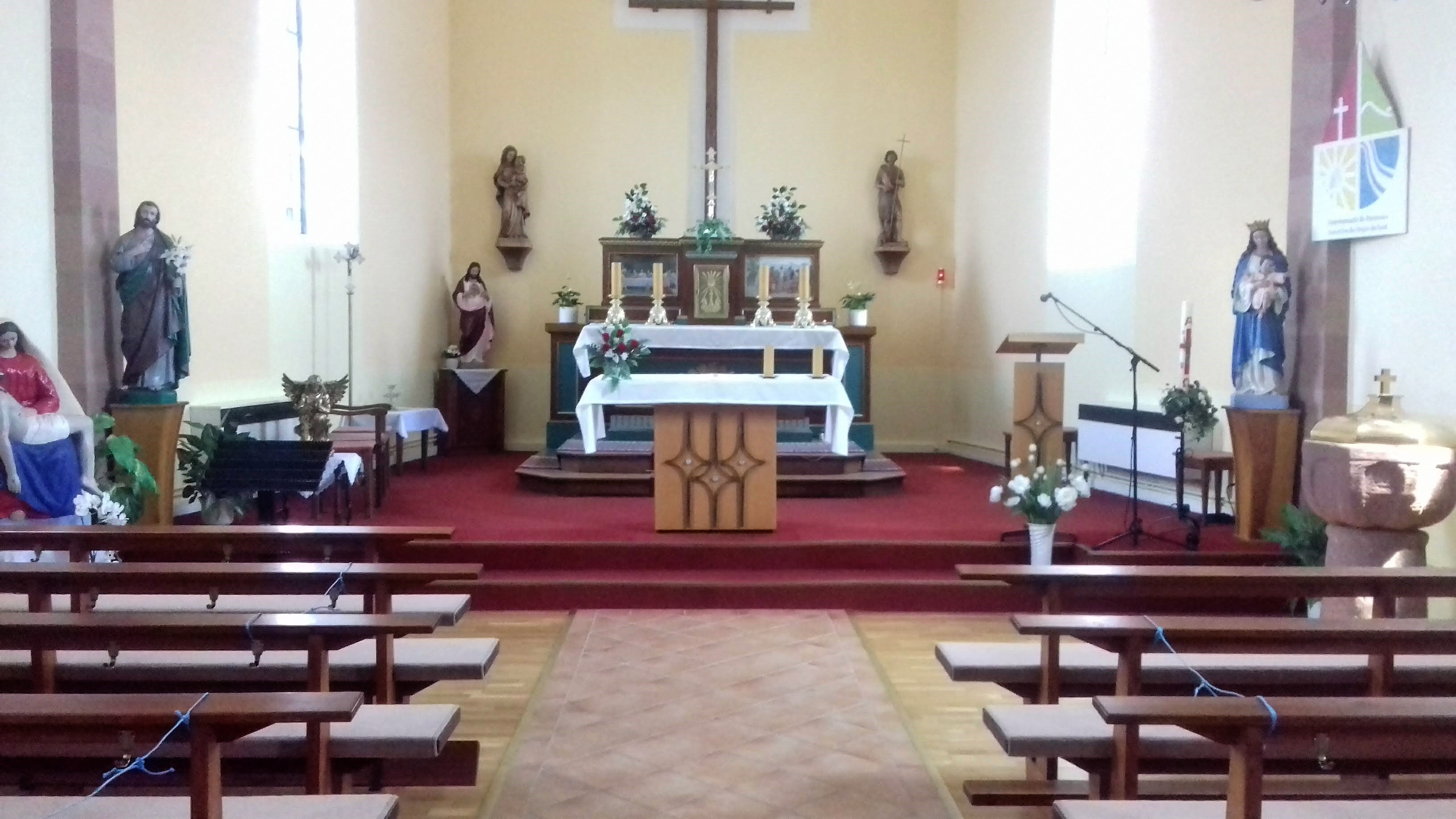
Intérieur de l'église Saint-Jean-Baptiste de Neunhoffen.
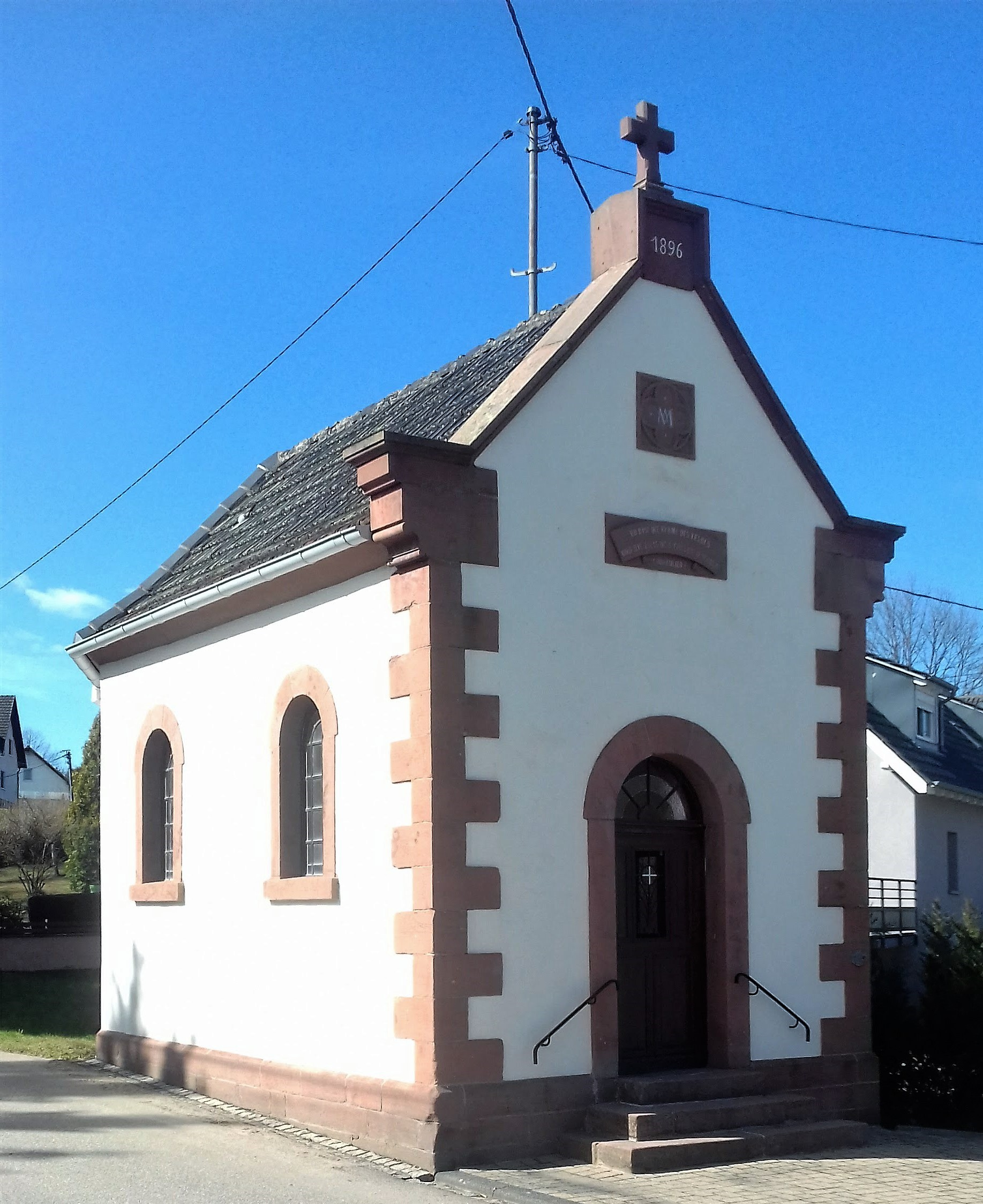
Chapelle Notre-Dame-des-Champs.
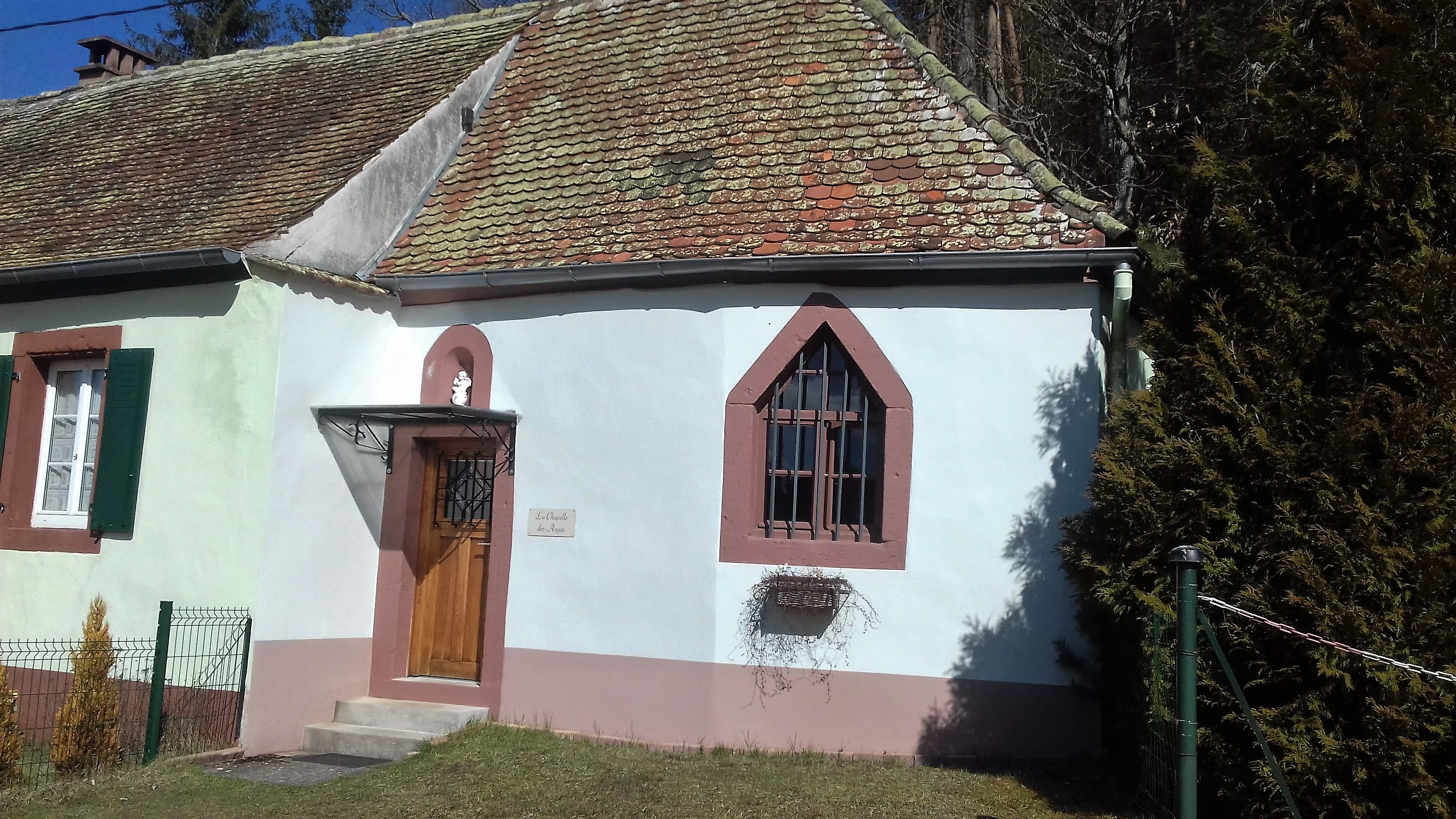
Chapelle des Anges de Neunhoffen.